# Othresypna oblonga
Othresypna oblonga là một loài bướm đêm trong họ Noctuidae.